# Aufruhr in der Marktkirche
Aufruhr in der Marktkirche, Untertitel ein Reformationsspiel, ist ein in der Marktkirche von Hannover angesiedeltes Schauspiel, das im Jahr 1533 zur Zeit der Reformation Hannovers angesiedelt ist. Das Drama lässt in Gestalt kräftig geprägter, holzschnittartig dargestellter Gestalten „die Mächte des Katholizismus, des Wiedertäufertums, des Humanismus und der Reformation“ während einer von einem Barfüßer gehaltenen Predigt gegeneinanderprallen.
Der Autor Manfred Hausmann arbeitete in seinen im 16. Jahrhundert spielenden „Aufruhr ...“ radikal formulierte Fragestellungen zur Reformation ein und schlug damit einen Bogen zu gleichartigen Überlegungen in der Gegenwart. Das 1957 im S. Fischer Verlag erschienene Stück wurde speziell zur 600-Jahr-Feier der hannoverschen Marktkirche geschrieben, ist jedoch so verfasst, dass es auch „in jeder anderen Kirche und notfalls auch in einem profanen Raum“ gespielt werden kann.